# به‌خاطر وین-دیکسی (فیلم)
به‌خاطر وین-دیکسی (به انگلیسی: Because of Winn-Dixie) فیلمی محصول سال ۲۰۰۵ و به کارگردانی وین وانگ است. در این فیلم بازیگرانی همچون جف دانیلز، سیسیلی تایسون، دیو متیوس، اوا ماری سنت، آناسوفیا راب، لوک بنوارد، کورتنی جاینز، ال فانینگ و هارلند ویلیامز ایفای نقش کرده‌اند.

## خلاصه
دختری ده ساله که در سن سه سالگی توسط مادرش رها شده است،به همراه پدر خود به شهری کوچک نقل مکان می کند.او سگی ولگرد را پیدا و از او مراقبت می کند.سگ تنها به او کمک می کند تا برای خود زندگی جدیدی بسازد...